# Pentax K-5 II
Pentax K-5 II — третье поколение флагманского малоформатного зеркального фотоаппарата компании «Пентакс Рико». Стал развитием K-5, который, в свою очередь, является наследником K-7.

## Описание
Ключевые отличия от предшественника — новая система автофокусировки SAFOX X и обновлённый экран, который обладает бо́льшим контрастом при ярком освещении и покрыт закалённым стеклом.
Одновременно представлена версия K-5 IIs без фильтра нижних частот.
Продажи K-5 II и K-5 IIs начались в октябре 2012 года, стоимость K-5 с водозащищённым объективом 18-55mm составила 1350 долларов, K-5 IIs начал продаваться без объектива за 1300 долларов США. Продажи в Японии стартовали 19 октября, стоимость составила 109 800 иен за K-5 II, 159 800 иен за K-5 II с водозащищённым объективом 18-135; K5 IIs предлагался за 124 800 иен.
В октябре 2013 года появилась следующая модель — Pentax K-3, которая заменила и K-5 II, и K-5 IIs. У нового фотоаппарата отсутствует фильтр нижних частот, но его функцию выполняет сдвиг матрицы с амплитудой порядка половины пиксела.

## Оценки
K-5 II получил сдержаные оценки экспертов. Высоко оценивая эргономику, погодозащищённый металлический корпус, удобное меню и качество изображения, авторы обзоров критикуют новую модель за минимальные изменения по сравнению с K-5 — моделью 2010 года — и отмечают ограниченные возможности видеосъёмки.
Тесты K-5 IIs показали, что отсутствие сглаживающего фильтра позволяет добиться большего разрешения.

## Награды
- «Золотая премия» по итогам обзора «Ди-Пи-ревью» (K-5 II и K-5 IIs)[3].
- «Лучший продвинутый фотоаппарат» и «лучший фотоаппарат для путешествий» 2012 и 2013 года по версии сайта Neocamera (K-5 II)[4].

## Конкуренты
- Nikon D7000 и пришедший ему на смену в 2013 году Nikon D7100.
- Canon EOS 7D.
- Canon EOS 60D и пришедший ему на смену в 2013 году Canon EOS 70D.
- Sony SLT-A77.